# 10538 Torode
10538 Torode eller 1991 VP2 är en asteroid i huvudbältet som upptäcktes den 11 november 1991 av den brittiske astronomen Brian G. W. Manning vid Stakenbridge-observatoriet. Den är uppkallad efter Rowland K. E. Torode.
Asteroiden har en diameter på ungefär 2 kilometer.